# Chris Marker
Chris Marker (pseudônimo de Christian Hippolyte François Georges Bouche-Villeneuve; Neuilly-sur-Seine, 29 de julho de 1921 - Paris, 29 de julho de 2012) foi um cineasta, fotógrafo, ilustrador, ensaísta e crítico francês. Seus filmes mais conhecidos são La Jetée (1962), Sans Soleil (1983) e A.K. (filme) (1985), um documentário sobre o cineasta japonês Akira Kurosawa. 

## Biografia
Christian Bouche-Villeneuve nasceu em 29 de julho de 1921, de manhã, em Neuilly-sur-Seine (Hauts-de-Seine). Era filho de Georges Hippolyte Bouche-Villeneuve, 38 anos, inspetor de filiais  do Crédit Lyonnais na Região de Paris, e de Jeanne Marie Henriette Villeneuve, 30 anos, conforme sua certidão de nascimento, que também menciona seu casamento e morte.
Ao contrário da lenda criada pelo próprio Marker (em Immemory entre outros), ele não residiu por dois anos em Cuba, com seu tio. Quando criança, viveu a apenas algumas dezenas de metros do Lycée Pasteur, em Neuilly-sur-Seine, onde estudou na década de 1930. Embora fosse estudante da Seção de Filosofia daquele colégio, novamente ao contrário da lenda (criada, desta vez, por seus biógrafos), ele não teve aulas com Jean-Paul Sartre, que era então um jovem agrégé do ensino médio de filosofia. Sartre realmente lecionava filosofia mas em outra turma do Lycée e em pouco tempo deixou a instituição. Em seguida, nos últimos anos do ensino médio, Christian  criou, em 1938, com mais dois colegas, o jornal do liceu - intitulado Le Trait d'union -  em que era editor, usando o pseudônimo Marc Dornier.
Ele começou sua graduação em filosofia quando a guerra eclodiu. Depois que Paris foi  ocupada pela Alemanha, foi juntar-se a seu pai, em Vichy (na chamada "zona livre"). No verão de 1941, usando o mesmo pseudônimo de Marc Dornier, criou, com um ex-colega de liceu, La Revue française: Cahiers de la Table ronde. Tratava-se de uma revista literária com tendências pétainistas que pretendia, seguindo as idéias da Revolução Nacional, oferecer uma visão positiva da França aos jovens, então meio perdidos e sem perspectiva de futuro. A revista não durou muito: apenas duas   edições, sendo a terceira abandonada antes mesmo da impressão. Decepcionado com a política do Marechal Pétain, ao mesmo tempo em que os americanos entraram na guerra, em dezembro de 1941, ele abandona Vichy e vai para a Suíça. Junta-se aos maquis, na Resistência. À época da Libertação, encontrava-se nas fileiras do Exército dos Estados Unidos.
Finda a guerra começou a escrever e a fazer filmes. Viajou por muitos países socialistas e documentou o que viu, em filmes e livros. Les statues meurent aussi (1953), que codirigiu com Alain Resnais, foi um dos primeiros filmes anticolonialistas. Anatole Dauman produziu os primeiros filmes de Chris Marker e mais tarde produziu outros dois: Sunday in Peking e Letter from Siberia.

## A carreira como cineasta
O nome de Chris Marker começou a ser conhecido internacionalmente quando ele realizou La Jetée, em 1962. Este filme de ficção científica conta a história de uma experiência de viagem no tempo, num futuro pós-nuclear. Construído por meio de  fotomontagem, em preto e branco, acompanhada de narração e efeitos sonoros, o filme inspirou Mamoru Oshii a realizar The Red Spectacles (1987). Foi também a inspiração de Terry Gilliam para Twelve Monkeys (1995). 
Em 1982, Marker terminou Sans Soleil, ampliando os limites do documentário. O filme é uma fusão de imagens documentais e comentários filosóficos, compostos de forma ficcional, criando uma atmosfera de sonho e ficção científica. Os seus principais temas são o Japão, África, a memória e as viagens. Há uma sequência, passada em São Francisco (Califórnia), que contém um vasto número de referências a Alfred Hitchcock e ao seu filme Vertigo (filme). 
Depois de Sans Soleil, Chris Marker desenvolveu um profundo interesse na tecnologia digital, o que o levou a realizar Level 5 (1996) e IMMEMORY (1998), um CD-ROM multimédia interactivo produzido pelo Centro Georges Pompidou de  Paris. Chris Marker não concedia entrevistas nem se deixava fotografar; quando lhe pediam uma fotografia, Marker habitualmente oferecia a de seu gato e alter-ego,  Guillaume-en-Égypte.

## Filmografia
- 1952 - Olympia 52;
- 1953 - Les Statues meurent aussi (com Alain Resnais);
- 1956 - Dimanche à Pekin;
- 1957 - Lettre de Sibérie;
- 1959 - Les Astronautes;
- 1960 - Description d'un combat;
- 1961 - ¡Cuba Sí!;
- 1962 - La Jetée;
- 1963 - Le joli mai (remontado em 2006);
- 1965 - Le Mystère Koumiko;
- 1966 - Si j'avais quatre dromadaires;
- 1967 - Loin du Vietnam;
- 1967 - Rhodiacéta;
- 1968 - La Sixième face du pentagone (com François Reichenbach);
- 1968 - Cinétracts;
- 1968 - À bientôt, j'espère (com Marret);
- 1969 - On vous parle du Brésil: Tortures;
- 1969 - Jour de tournage;
- 1969 - Classe de lutte;
- 1970 - On vous parle de Paris: Maspero, les mots ont un sens;
- 1970 - On vous parle du Brésil: Carlos Marighela;
- 1971 - La Bataille des dix millions;
- 1971 - Le Train en marche;
- 1971 - On vous parle de Prague: le deuxième procès d'Artur London;
- 1972 - Vive la baleine;
- 1973 - L'Ambassade;
- 1973 - On vous parle du Chili: ce que disait Allende (com Littin);
- 1974 - Puisqu'on vous dit que c'est possible;
- 1974 - La Solitude du chanteur de fond;
- 1975 - La Spirale;
- 1977 - Le Fond de l'air est rouge (remontado em 1993);
- 1978 - Quand le siècle a pris formes;
- 1981 - Junkiopa;
- 1983 - Sans Soleil;
- 1984 - 2084 (filme);
- 1985 - From Chris to Christo;
- 1985 - Matta;
- 1985 - A.K. (filme);
- 1986 - Eclats;
- 1986 - Mémoires pour Simone;
- 1988 - Tokyo Days;
- 1988 - Spectre;
- 1989 - L'héritage de la chouette;
- 1990 - Bestiaire (three short video haiku);
- 1990 - Getting away with it;
- 1990 - Berlin 1990;
- 1991 - Détour Ceausescu;
- 1991 - Théorie des ensembles;
- 1992 - Coin fenètre;
- 1992 - Azulmoon;
- 1992 - Le Tombeau d'Alexandre;
- 1993 - Le 20 heurs dans les camps;
- 1993 - SLON Tango;
- 1994 - Bullfight in Okinawa;
- 1994 - Eclipse;
- 1994 - Haiku (filme);
- 1995 - Casque bleu;
- 1995 - Silent Movie;
- 1997 - Level Five;
- 2000 - Un maire au Kosovo;
- 2000 - One Day in the Life of Andrei Arsenevich;
- 2001 - Le facteur sonne toujours cheval;
- 2001 - Avril inquiet;
- 2003 - Le souvenir d'un avenir (com Bellon);
- 2004 - Chats Perchés.